# Esteban Baca Calderón
Esteban Baca Calderón  (Santa María del Oro 1876 - Nuevo Laredo 1957)

## Biografía
Esteban Baca Calderón nació en Santa María del Oro, Nayarit (México) el 6 de mayo de 1876. Realizó sus estudios hasta la preparatoria y fue profesor de la Escuela Superior de Tepic. En 1904, llegó a Sonora, donde conoció acerca de la Guerra del Yaqui y los problemas de los Obreros, pues se avecindó en Cananea. Ahí se hizo líder de los trabajadores, y junto con Manuel M. Diéguez fundó la Unión Liberal Humanidad, que secundaba las posturas de la Junta Organizadora del Partido Liberal Mexicano. En la Huelga de Cananea en 1906 figuró como uno de sus dirigentes: redactó el pliego de peticiones imprimiendo en él varias ideas de avanzada. Fue aprehendido y enviado a San Juan de Ulúa, con una sentencia de 15 años de prisión.

## Precursor de la revolución mexicana
Fue liberado en 1911, con el triunfo maderista, y regresó a Cananea, colaborando en el restablecimiento de la Unión Liberal y en la elección de Manuel M. Diéguez como presidente Municipal. Se lanzó a la lucha armada con un grupo de mineros voluntarios ante la usurpación del poder de Victoriano Huerta, jefeturados por él, Juan José Ríos y Pablo Quiroga Escamilla y bajo el liderazgo de Diéguez. Se incorporó poco después a las fuerzas estatales que conformarían el Cuerpo del ejército del Noroeste de Álvaro Obregón. Fiel a las fuerzas constitucionalistas, fue gobernador interino de Colima por dos breves periodos: del 24 de diciembre de 1914 al 6 de enero de 1915 y del 18 de marzo al 16 de abril de 1917. Como diputado en el congreso constituyente por Jalisco intervino en las discusiones más importantes, y junto con Pastor Rouaix suscribió el proyecto definitivo del artículo 123. Posteriormente fue designado presidente de la comisión nacional de reclamaciones, en relación con los daños causados por la Revolución; luego fue senador por Jalisco.

## Plan de Agua Prieta
Para 1920, y ya con tres años como general de brigada, luchó contra Venustiano Carranza por la imposición de la candidatura presidencial de Ignacio Bonillas. Al triunfo del Plan de Agua Prieta ocupó la dirección general de aduanas, las jefaturas de los departamentos de compras de los establecimientos febrieles militares y de los ferrocarriles nacionales. Siendo presidente de la República Emilio Portes Gil, fue gobernador provisional de Nayarit; durante el gobierno de Adolfo Ruiz Cortines fue senador. Murió en Nuevo Laredo, Tamaulipas, el 29 de marzo de 1957.